# Eunidia cylindricollis
Eunidia cylindricollis là một loài bọ cánh cứng trong họ Cerambycidae.